# Сундска острва
Сундска острва (често и Сундски архипелаг) су група острва која се простире на огромној површини Југоисточне Азије и Малајског аргипелага.
Група има три врло велика и више хиљада мањих и врло малених острва. Претежни део политички припада Индонезији. Северни део Борнеа односно Калимантана већим делом је део Малезије, док је на мањем делу држава Брунеј. На источној половини Тимора од 2002. године се налази нова, независна држава Источни Тимор.
У географији се за ова два острва често користи и назив Малајски архипелаг. То је у време леденог доба - кад је морска плоча била нижа око 100 m од данашње — био делом непрекинути планински венац и копнени мост до Азије. У смеру од истока према западу архипелаг је подељен на два врло различита дела.
Велика Сундска острва чине Суматра на западу, супротно од Малајског полуострва, затим Јава, главно Индонезијско острво и Борнео, треће острво по величини на земљи.
Мала Сундска острва се надовезују даље према западу од Јаве, а чине их Бали, Ломбок, Сумбава, Флорес и други све до Тимора и оточног низа који се пружа све до обале Нове Гвинеје, као и северно од њих раштркана група Молучких острва.
Сви велики као и већина малих сундских отока окружени су венцем малених острва и острвца.
Између отока су прстенасто око Борнеа и Сујавесија широка мора чија дубина сеже до 600 м:
- Јужно кинеско и Јаванско море, северозападно и јужно од Борнеа,
- Целебеско, Флореско, Бандско и Молучко море, и
- даље према југоистоку су Тиморско море (према Аустралији), Арафурско и Цереско море западно од Нове Гвинеје.

## Списак острва
- Велика Сундска острва[3][4]
  - Borneo[5][6][7][8]
  - Java[9][10]
  - Sulawesi
  - Sumatra[11]
- Мала Сундска острва[12]